# Mirasole (Opera)
Mirasole (Mirasol in dialetto locale) è una località del comune di Opera.

## Storia
Nel censimento teresiano del 1751 risulta avere circa 220 abitanti: Sottoposto direttamente alla giurisdizione del podestà di Milano, era ricompreso nella Pieve di Locate. Venne annesso con il riordino teresiano del 1757 al comune di Opera.